# Episodi di ALF (terza stagione)
La terza stagione della serie televisiva ALF è stata trasmessa in prima visione negli Stati Uniti dal 3 ottobre 1988 all'8 maggio 1989. In Italia, gli episodi sono stati trasmessi su Raidue, tra il 1990 e il 1991.
| n° | Titolo originale                                         | Titolo italiano                  | Prima TV USA     | Prima TV Italia  |
| -- | -------------------------------------------------------- | -------------------------------- | ---------------- | ---------------- |
| 1  | Stop in the Name of Love                                 | Com'è difficile lasciarsi        | 3 ottobre 1988   | 11 dicembre 1990 |
| 2  | Stairway to Heaven                                       | L'angelo custode                 | 10 ottobre 1988  | 17 dicembre 1990 |
| 3  | Breaking up is Hard to Do                                | I guai servono sempre            | 17 ottobre 1988  | 12 dicembre 1990 |
| 4  | Tonight, Tonight – Part 1                                | Tonight Show (Parte I)           | 24 ottobre 1988  | 18 dicembre 1990 |
| 5  | Tonight, Tonight – Part 2                                | Tonight Show (Parte II)          | 24 ottobre 1988  | 19 dicembre 1990 |
| 6  | Promises, Promises                                       | Promesse e sottigliezze          | 31 ottobre 1988  | 14 dicembre 1990 |
| 7  | Turkey in the Straw – Part 1                             | Il tacchino scomparso (Parte I)  | 14 novembre 1988 | 26 dicembre 1990 |
| 8  | Turkey in the Straw – Part 2                             | Il tacchino scomparso (Parte II) | 15 novembre 1988 | 27 dicembre 1990 |
| 9  | Changes                                                  | Grossi cambiamenti               | 21 novembre 1988 | 20 dicembre 1990 |
| 10 | My Back Pages                                            | Vecchi ricordi                   | 28 novembre 1988 | 27 maggio 1991   |
| 11 | Alone Again, Naturally                                   | Solo, sempre solo                | 5 dicembre 1988  | 28 maggio 1991   |
| 12 | Do You Believe in Magic?                                 | Il sorprendente Alf              | 12 dicembre 1988 | 21 dicembre 1990 |
| 13 | Hide Away                                                | Un killer in casa Tanner         | 9 gennaio 1989   | 29 maggio 1991   |
| 14 | Fight Back                                               | Consumatori, ribellatevi!        | 16 gennaio 1989  | 31 maggio 1991   |
| 15 | Suspicious Minds                                         | Il ritorno di Elvis              | 23 gennaio 1989  | 24 dicembre 1991 |
| 16 | Baby Love                                                | L'allergia di Alf                | 6 febbraio 1989  | 28 dicembre 1990 |
| 17 | Running Scared                                           | Il ricattatore                   | 13 febbraio 1989 | 3 giugno 1991    |
| 18 | Standing in the Shadows of Love                          | L'ammiratore segreto             | 20 febbraio 1989 | 30 maggio 1991   |
| 19 | Superstition                                             | Superstizione                    | 27 febbraio 1989 | 5 giugno 1991    |
| 20 | Torn Between Two Lovers                                  | Alf e le grandi pulizie          | 6 marzo 1989     | 10 giugno 1991   |
| 21 | Funeral for a Friend                                     | Troppo sole fa male              | 20 marzo 1989    | 12 giugno 1991   |
| 22 | Don't Be Afraid of the Dark                              | Non aver paura del buio          | 27 marzo 1989    | 11 giugno 1991   |
| 23 | Have You Seen Your Mother, Baby, Standing in the Shadow? | Una madre particolare            | 10 aprile 1989   | 13 giugno 1991   |
| 24 | Like an Old Time Movie                                   | Come un vecchio film             | 17 aprile 1989   | 13 dicembre 1990 |
| 25 | Shake, Rattle & Roll                                     | Mangia, bevi e sii giocondo      | 1º maggio 1989   | 4 giugno 1991    |
| 26 | Having My Baby                                           | Un bambino nuovo di zecca        | 8 maggio 1989    | 14 giugno 1991   |